# Amy Jacot Guillarmod
Amy Jacot Guillarmod, née Amy Frances May Gordon Hean, est une botaniste sud-africaine, née le 23 mai 1911 à Hillcrest, une banlieue de Durban, et morte le 7 mai 1992 à Grahamstown ; elle est connue pour son travail sur la flore du Basutoland ; elle est spécialiste de limnologie et a consacré des publications aux zones humides, aux tourbières et aux éponges.

## Biographie
Amy Jacot Guillarmod effectue ses études secondaires au lycée de filles de Durban, puis ses études universitaires en Écosse à l'Université de St Andrews où elle obtient une maîtrise en anglais et en histoire ; sa rencontre avec le biologiste écossais D'Arcy Wentworth Thompson l'incite à changer de voie et à entreprendre des études de botanique et de zoologie dans la même université jusqu'à la maîtrise. De retour en Afrique du Sud, elle enseigne brièvement à Durban avant d'être nommée spécialiste en pathologie végétale au service de botanique et de phytopathologie du ministère de l'agriculture, à Pretoria. Ses premiers articles portent sur les maladies virales du tabac et d'autres cultures. Elle y rencontre un collègue entomologiste, Charles Frédéric Jacot-Guillarmod (1912-1979),, qu'elle épouse.
Elle consacre les années 1940-1956 à ses recherches sur la flore du Basutoland au Lesotho. En 1956, elle est nommée chef du département de botanique de l'Université nationale du Lesotho à Roma et y crée l'herbier de l'université (National University of Lesotho Herbarium, également connu sous le nom de Roma Herbarium (ROML),.
En 1957, son mari est nommé conservateur du Muséum Albany à Grahamstown dans la province du Cap-Oriental ; Amy Jacot Guillarmod est nommée en 1958 professeur (senior lecturer) au Département de botanique de l'Université Rhodes dans la même ville et responsable de l'herbier de l'université, jusqu'à sa retraite en 1973,.
En 1962, lauréate d'une bourse pour des études à l'étranger, elle retourne à l'université St Andrews où elle obtient en 1967 un doctorat en sciences pour ses travaux sur la flore du Basutoland. Elle est nommée membre de la Limnological Society of Southern Africa en 1969.
Après sa retraite, elle travaille dans la section de sciences naturelles du Muséum Albany, comme assistante de recherche à temps partiel, puis en tant que conservatrice de la collection d'algues marines léguée par Mary Agard Pocock.
Trois plantes sont nommées en son honneur par des botanistes : Merxmuellera guillarmodiae, Navicula jacotiae, Pinnularia guillarmodiae.

## Publications (sélection)
- (en) « Temperature variations in male cones of Encephalartos », Nature, vol. 182, no 4633,‎ 1958, p. 474.
- (en) « The Flora of Basutoland: Ecological Introduction », Basutoland Notes and Records, vol. 1,‎ 1959, p. 5-14.
- (en) « The Flora of Basutoland: 2. The Flora of the Dolerite Dykes and Sills », Basutoland Notes and Records, vol. 2,‎ 1960, p. 5-10.
- (en) « The Flora of Basutoland: 3. Water Plants and Waterside Plants », Basutoland Notes and Records, vol. 3,‎ 1962, p. 7–15.
- (en) « Botanical Exploration in Lesotho », Lesotho Notes and Records, vol. 5,‎ 1965, p. 22-31.
- (en) « Notes on the article 'Les plantes et l'ethnographie au Batusoland' by Fr. Laydevant O.M.I. », Annali del Pontificio Museo Missionario Etnologico, vol. 29,‎ 1965, p. 397-414.
- (en) « Botanical exploration in Basutoland », South African Journal of Science, vol. 63, no 3,‎ mars 1967, p. 81-90 (lire en ligne).
- (en) Flora of Lesotho (Basutoland), Lubrecht & Cramer, 1971, 474 p. (ISBN 978-3-7682-0719-5, lire en ligne)[9].
- (en) Limnological Bibliography for Africa South of the Sahara, Grahamstown, Institute for Freshwater Studies, Rhodes University, 1975 (lire en ligne).
- « Checklist of the aquatic and flood-plain vegetation of the Wilderness lakes, southern Cape », dans Bontebok, vol. 2, 1982, p. 41-51.

- En collaboration :
  - Avec B. R. Allanson : (en) « Eradication of Water Hyacinth », dans South African Journal of Science. Notes and Views, n° 61, 1977, p. 14–17.
  - Avec I. G. Horak, L. C. Moolman et V. De Vos : (en) « Parasites of domestic and wild animals in South Africa. XXII. Ixodid ticks on domestic dogs and on wild carnivores », dans Onderstepoort Journal of Veterinary Research, vol. 54, 1987, p. 573-580.